# Place du Pont-Saint-Michel
Die Place du Pont-Saint-Michel war ein Platz im alten Straßenverzeichnis von Paris und lag im heutigen 5. und 6. Arrondissement. Er verschwand, als 1860 die Place Saint-Michel angelegt wurde.

## Namensursprung
Der Platz verdankt seinen Namen der Tatsache, dass er an der Pont Saint-Michel liegt.

## Lage
Der Platz lag im ehemaligen 11. Arrondissement: gerade Hausnummern im Quartier de l'École-de-Médecine, ungerade Hausnummern im Quartier de la Sorbonne. Die Nummern folgten dabei der Rue de la Barillerie, die auf der anderen Seite der Seine (auf der Île de la Cité) lag (heute Boulevard du Palais).
Der Platz lag zwischen den Uferstraßen Quai Saint-Michel und Quai des Grands-Augustins und endete bei den Straßen Rue de la Huchette und Rue Saint-André des Arts.

## Geschichte
Ein ministerieller Beschluss vom 29 nivôse VIII (18. Februar 1800) bestimmt eine Breite von 32 m für den Platz. 1809 beginnt die Verbreiterung des Platzes der zu eng war und an dessen Rändern miserable Konstruktionen standen. Ein königlicher Erlass vom 22. August 1840 bestätigt den Plan aus dem Jahr VIII.
Auf dem Platz wurden Verkäufe der Justiz veranstaltet. Ein kleines Gässchen, Ruelle du Cagnard, bot einen Zugang zum Seineufer.
Der Bau des Boulevard Saint-Michel und des Boulevard Saint-André (1912 mit der Place Saint-Michel verbunden), der 1855 der Öffentlichkeit übergeben wurde, führte zum Verschwinden des Place du Pont-Saint-Michel: Teile wurden den Straßen Rue Saint-André-des-Arts, Rue de l’Hirondelle und dem Quai des Grands-Augustins zugeordnet.